# Jestřebí nad Metují

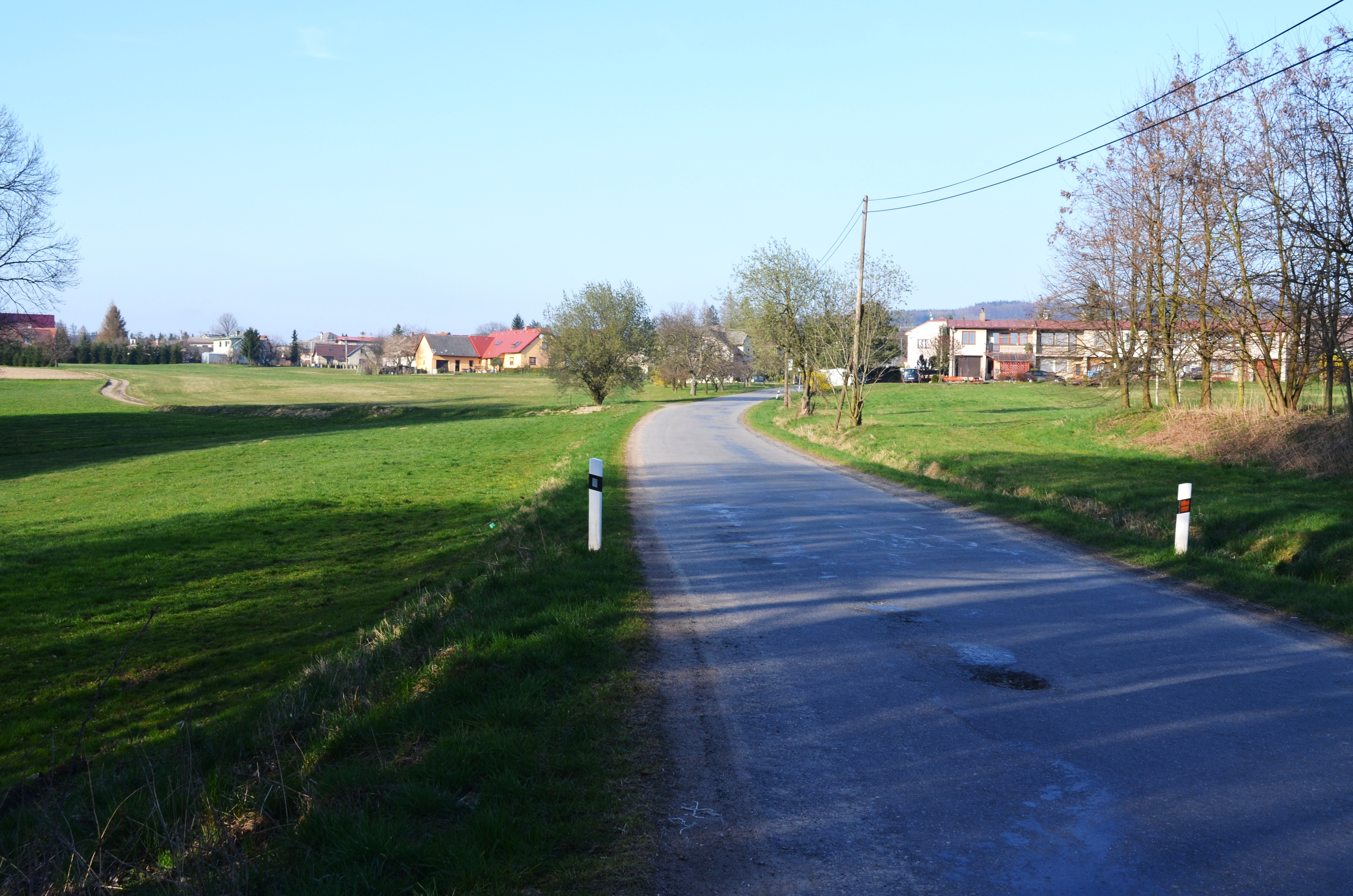
Jestřebí (2014)

Jestřebí (deutsch Habichtsau) ist eine Gemeinde in Tschechien. Sie liegt zwei Kilometer nordöstlich von Nové Město nad Metují und gehört zum Okres Náchod.

## Geographie
Der Ort befindet sich linksseitig des Kerbtales der Metuje (Mettau) auf einer Hochfläche. Nördlich liegt der Höllengrund (Peklo) mit dem Zusammenfluss der 'Olešenka und der Mettau.
Nachbarorte sind Peklo im Norden, Sendraž im Nordosten, Mezilesí im Osten, Nouzín und Libchyně im Südosten, Blažkov und Rezek im Süden, Nové Město nad Metují im Südwesten, Vrchoviny im Westen sowie Přibyslav im Nordwesten.

## Geschichte
Jestřebí wurde wahrscheinlich im 14. Jahrhundert gegründet. Erstmals urkundlich erwähnt wurde das Dorf 1459 in der Landtafel. 1527 erwarb Vojtěch von Pernstein (1490–1534) den Ort und gliederte ihn in die Herrschaft Nové Město nad Metují ein. Während des Dreißigjährigen Krieges brandschatzen die Schweden 1646 Jestřebí.
Jestřebí war 1878 einer der ersten Orte der Umgebung, in dem sich eine Freiwillige Feuerwehr gründete. 1948 wurde im Dorf der Tschechische Verband der Kleingärtner gegründet. Bei der Gebietsreform von 1960 erfolgte zusammen mit Libchyně die Eingemeindung in die Gemeinde Sendraž. Seit 1990 ist Jestřebí wieder eine selbstständige Gemeinde und führt seit 2003 ein Wappen.

## Gemeindegliederung
Für die Gemeinde Jestřebí sind keine Ortsteile ausgewiesen. Zu Jestřebí gehört die Siedlung Nouzín.

## Sehenswürdigkeiten
- Bartoňova útulna an der Olešenka in Peklo; die Ausflugsgaststätte in Volksbauweise wurde zwischen 1909 und 1912 durch den Architekten Dušan Jurkovič aus einer alten Mühle gestaltet
- Naturschutzgebiet Peklo (Přírodní rezervace Peklo u Nového Města nad Metují)
- Kapelle des Hl. Wenzel, geweiht 2005